# 温泉街道 (招远市)
温泉街道，是中华人民共和国山東省烟台市招远市下辖的一个乡镇级行政单位。

## 行政区划
温泉街道下辖以下地区：
远东社区、金凤社区、金晖社区、后柳行社区、前柳行社区、朱家咀社区、冷家庄子社区、汤东沟社区、金泉河社区、埠后村、王家大沟村、横掌滕家村、单家村、街柳村、南五里村、中五里村、北五里村、西岔河村、北岔河村、杨家大沟村、孙家大沟村、横掌崔家村、张格庄村、薛家村、芮里村、横掌秦家村、前郝家村、后郝家村、横掌徐家村、横掌刘家村、横掌温家村、温家庄村、横掌周家村、横掌史家村、横掌吕家村、横掌赵家村、横掌曹家村、郑家村和姚格庄村。